# Tramonto di fuoco
Tramonto di fuoco (Red Sundown) è un film del 1956 diretto da Jack Arnold.
È un film western statunitense con Rory Calhoun, Martha Hyer e Dean Jagger.

## Trama
Salvato in una sparatoria, il pistolero Alex Longmire si ripromette di cambiare vita. Recandosi in città, l'unico lavoro che trova è quello di vice per lo sceriffo Jade Murphy, un uomo onesto costretto a destreggiarsi tra i piccoli agricoltori e un signorotto locale. Murphy ha anche una bella figlia e, spinto da diverse ragioni, Longmire decide di rimanere e sfruttare al meglio la sua esperienza con le armi da fuoco.

## Produzione
Il film, diretto da Jack Arnold su una sceneggiatura di Martin Berkeley con il soggetto di Lewis B. Patten (autore del racconto Back Trail), fu prodotto da Albert Zugsmith per la Universal International Pictures e girato nel Janss Conejo Ranch e nella Conejo Valley, Thousand Oaks, California, nel luglio del 1955.
I titoli di lavorazione furono Back Trail e Decision at Durango. Nel cast è presente anche Lita Baron, moglie di Rory Calhoun; è l'unico film che interpretano insieme.

## Colonna sonora
- Red Sundown - scritta e cantata da Terry Gilkyson

## Distribuzione
Il film fu distribuito con il titolo Red Sundown negli Stati Uniti nel marzo del 1956 al cinema dalla Universal Pictures.
Altre distribuzioni:
- in Svezia il 28 maggio 1956 (Duell i Durango)
- in Germania Ovest il 24 agosto 1956 (Auf der Spur des Todes)
- in Austria nel novembre del 1956 (Auf der Spur des Todes)
- in Finlandia l'11 gennaio 1957 (Punainen auringonlasku)
- in Francia (Crépuscule sanglant)
- in Grecia (Matomeno iliovasilema)
- in Spagna (Muerte al atardecer)
- in Portogallo (O signo das Armas)
- in Brasile (Onde Imperam as Balas)
- in Italia (Tramonto di fuoco)

## Critica
Secondo il Morandini il regista Arnold non si trova a suo agio con i film western, essendo un maestro del cinema fantastico.

## Promozione
La tagline è: "Out of Texas he rode INTO THE FURY OF DURANGO'S WILDEST HOUR!".